# Спицкий, Иван Степанович
Ива́н Степа́нович Спи́цкий (27 сентября 1920 — 9 апреля 2006) — советский дипломат. Чрезвычайный и полномочный посол.

## Биография
Член ВКП(б). Окончил 1-й Московский государственный педагогический институт иностранных языков (1941) и Высшую дипломатическую школу МИД СССР (1954).
- В 1943—1945 годах — сотрудник генерального консульства СССР в Тавризе (сейчас Тебриз, Иран).
- В 1945—1949 годах — сотрудник центрального аппарата НКИД (с 1946 — МИД) СССР.
- В 1949—1950 годах — сотрудник посольства СССР в Афганистане.
- В 1950—1952 годах — сотрудник центрального аппарата МИД СССР.
- В 1952—1954 годах — слушатель ВДШ МИД СССР.
- В 1954—1955 годах — сотрудник центрального аппарата МИД СССР.
- В 1955—1957 годах — советник посольства СССР в Афганистане.
- В 1957—1960 годах — на ответственной работе в центральном аппарате МИД СССР.
- В 1960—1963 годах — заместитель заведующего I Африканским отделом МИД СССР.
- В 1963—1964 годах — советник-посланник посольства СССР во Франции.
- С 21 июля 1964 по 15 февраля 1969 года — чрезвычайный и полномочный посол СССР в Конго (Браззавиль).
- В 1969—1971 годах — на ответственной работе в центральном аппарате МИД СССР.
- В 1971—1975 годах — советник-посланник посольства СССР в Иране.
- В 1975—1981 годах — на ответственной работе в центральном аппарате МИД СССР.
- С 5 октября 1981 по 16 октября 1986 года — чрезвычайный и полномочный посол СССР в Мавритании.

Похоронен в Москве, на Троекуровском кладбище , участок 6а

## Награды
- Орден Трудового Красного Знамени (дважды);
- Орден «Знак Почёта»;
- Почётная грамота Президиума Верховного Совета РСФСР.